# 코치 모모코
코치 모모코(일본어: 河内 桃子, 1932년 3월 7일 ~ 1998년 11월 5일)는 일본의 배우이다. 아버지는 오코치 마사토시(大河内正敏) 자작(옛 미카와 요시다 번주 가문의 양자, 혈연상 옛 오타키번주 가문, 마쓰다이라 이즈노카미 계)의 차남 오코치 노부히로(大河内信敬).

## 작품 목록
※ 대표작만 간추림.
| 연도 | 한국 개봉명 | 일본 개봉명 | 영어 개봉명 | 비고 |
| ---- | ----------- | ----------- | ----------- | ---- |
| 1954 | 고지라      | ゴジラ      | Godzilla    |      |